# Carrie Nye
Pour les articles homonymes, voir Nye.
Carrie Nye est une actrice américaine, née le 28 octobre 1936 à Greenwood (Mississippi) et morte le 14 juillet 2006 à New York.

## Biographie

### Jeunesse et études
De son vrai nom Caroline Nye McGeoy, elle naît à Greenwood (Mississippi). Son père est vice-président d'une banque locale. Elle effectue ses études au Stephens College de Columbia (Missouri) puis rejoint la Yale School of Drama.

### Carrière
Elle s'est surtout produite au théâtre.

### Vie privée
Carrie Nye a été mariée l'animateur et présentateur de télévision Dick Cavett, qu'elle avait rencontré à Yale, du 4 juin 1964 à sa mort.
Elle est décédée du cancer.

## Théâtre
- 1962 : Mary, Mary de Jean Kerr, Broadway

## Filmographie

### Cinéma
- 1966 : Le Groupe (The Group) de Sidney Lumet : Norine
- 1979 : La Vie privée d'un sénateur (The Seduction of Joe Tynan) de Jerry Schatzberg d : Aldena Kittner
- 1982 : Creepshow (segment Father's Day) de George A. Romero : Sylvia Grantham
- 1985 : Too Scared To Scream de Tony Lo Bianco : Graziella
- 1987 : La Joyeuse Revenante (Hello Again) de Frank Perry : Regina Holt

### Télévision

#### Téléfilms
- 1966 : Ten Blocks on the Camino Real : Marguerite Gautier
- 1968 : The Admirable Crichton de George Schaefer : Lady Catherine
- 1973 : Screaming Skull : Helen
- 1973 : Divorce (Divorce His: Divorce Hers) : Diana Proctor
- 1974 : A Touch of the Poet : Deborah Harford
- 1978 : The Users : Nancy Baker
- 1980 : The Scarlett O'Hara War : Tallulah Bankhead

#### Séries télévisées
- 1961 : Golden Showcase (saison 1, épisode 01 : The Picture of Dorian Gray) : Felicia
- 1969 - 1970 : New York Television Theatre :
  - (épisode 2 sur 30 : A Slight Accident)
  - (épisode 4 sur 30 : Augustus Does His Bit/The Dark Lady of the Sonnets)
- 1974 : Great Performances (épisode 297 sur 363 : Enemies) : Tatiana
- 1981 : Pour l'amour du risque (Hart to Hart) (saison 3, épisode 05 : Jennifer mannequin) : Laura Bancroft
- 1984 : Haine et Passion (Guiding Light) (épisode du 28 août 1984) : Susan Piper
- 1986 : Hôpital St Elsewhere (St. Elsewhere) (saison 4, épisode 13 : To Tell the Truth) : Lucinda Ferrare-Headley
- 1990 : True Blue (saison 1, épisode 06 : Blue Monday)